# シレリ・マンガラ
シレリ・マンガラ（Sireli Maqala、2000年3月20日 - ）は、トップ14・バイヨンヌに所属するラグビー選手。

## プロフィール
- フィジー出身。
- ポジションはウィング(WTB)。
- 身長 167cm、体重 70kg

## 略歴
2021年、東京五輪の7人制フィジー代表に選ばれて金メダル獲得。
2022年、バイヨンヌに加入。